# Parachute (Lied)
Parachute ist ein Lied der britischen Sängerin Cheryl Cole. Das Lied wurde von Ingrid Michaelson und Marshall Altman für Coles Debütalbum 3 Words (2009) geschrieben. Das Lied wurde am 11. März 2010 als dritte und letzte Single des Albums veröffentlicht. Parachute wurde Coles dritte Top-5-Hit nacheinander in den britischen Charts und in Irland. 2011 war das Lied bei den BRIT Awards in der Kategorie „beste britische Single“ nominiert.

## Komposition
Parachute ist ein Up-tempo-Lied, geschrieben von Ingrid Michaelson und Marshall Altman. Das Lied kombiniert R&B Rhythmen mit Pop und Synthpop Melodien. Das Lied nutzt Schlagzeuge für den Rhythmus, Streichinstrumente und Popmusik-Hooks mit kitschigem Gesang, welcher mit Britney Spears 3 verglichen wurde. Cole nutzte für ihren Gesang Auto-Tune-Effekte. Ursprünglich dachte Cole nach, Parachute als erste Single zu veröffentlichen, entschloss sich aber später für Fight for This Love.
Der Liedtext wurde von einigen Kritikern wegen seines „depressiven“ Inhalts kritisiert. Cole erklärte auch, dass das Lied den besten Textinhalt aus dem Album beinhalte; "you are your own worst enemy, you’ll never win the fight". Andere Textstellen wie "I don’t need a parachute, baby if I got you", könnten sich auf Coles Liebesbeziehung mit Ashley beziehen.

## Musikvideo
Das Musikvideo zu Parachute wurde im Januar 2010 beim Eltham Palace in London gedreht und feierte seine Premiere beim britischen Sender T4 am 31. Januar 2010 um 12:20 britischer Zeit. Das Konzept des Musikvideos übernahm Cole von ihren Live-Auftritt in ihrer Sendung Cheryl Cole’s Night In; Cole zeigt Lateinamerikanische Tänze mit Derek Hough und eine Gruppe von anderen Tänzern. Die Regie zum Musikvideo führte AlexandLiane. Die Produktion des Musikvideos übernahm die Firma Factory Films.
Digital Spy lobte Coles Erscheinungsbild im Musikvideo und die Daily Mail lobte Coles Tanzchoreografie. Kurzzeitig kam das Video in Kontroverse, da Cole angeblich die indische Gottheit Kali darstellen soll, was sich später aber widerlegte.

## Liveauftritte
Cole sang Parachute erstmals in ihrer eigenen Sendung Cheryl Cole’s Night In, welche am 12. Dezember 2009 auf ITV ausgestrahlt wurde, Live. Während des Auftrittes trug sie „ein knappes pinkfarbens T-Shirt mit Latexhosen, die ihre Körperformungen betonen sollten“. Dabei führte Cole mit dem Tänzer Derek Hough – Sieger in der US-Show Dancing with the Stars – einen lateinamerikanischen Tanz auf. Die Daily Mail lobte Coles Auftritt und schrieb, dass Cole „hinreißend aussah, wie eine spanische Señorita, als sie den Tanz vorführte.“
Cole sang den Titel auch bei der Friday Night with Jonathan Ross am 12. März 2010 und in der BBC Radio 1 Live Lounge, beim Sport Relief am 19. März 2010 sowie am 23. März 2010 in der BBC Radio 1 Live Lounge, wo sie auch eine Coverversion von Owl Citys Fireflies sang.

## Versionen
- Buzz Junkies Dub Single[20]
  1. Parachute (Buzz Junkies Dub Remix) – 5:38
- Buzz Junkies Radio Single[21]
  1. Parachute (Buzz Junkies Radio Remix) – 3:52
- Euphonix Single[22]
  1. Parachute (Euphonix Instrumental Mix) – 3:12
- Ill Blue Dub Single[23]
  1. Parachute (Ill Blu Dub Remix) – 4:50
- Ill Blue Radio Single[24]
  1. Parachute (Ill Blu Radio Remix) – 4:06
- CD single[25]
  1. Parachute (Radio Mix) – 3:31
  2. Just Let Me Go – 3:07
- Download-EP[26]
  1. Parachute (Radio Mix) – 3:31
  2. Parachute (Buzz Junkies Club Mix) – 5:44
  3. Parachute (Ill Blu Remix) – 4:50
  4. Parachute (The Euphonix Remix) – 3:10
  5. Parachute (Self-Taught Beats Remix) – 3:41 [UK iTunes Only][27]

## Mitwirkende
Parachute wurde in den Metropolis Studios; London, Vereinigtes Königreich aufgenommen und in den The Warehouse Studios; Atlanta, Georgia, USA gemixt.
- Songwriter:
  - Parachute – Ingrid Michaelson, Marshall Altman
- Produzent – Reggie “Syience” Perry
- Aufnahme – Neil Tucker
- Abmischung – Kevin ‘KD’ Davis

## Kommerzieller Erfolg

### Chartplatzierungen
Nach dem Liveauftritt in Cheryl Cole’s Night In stieg das Lied am 26. Dezember 2009 auf Platz 65 der britischen Singlecharts, aufgrund von Downloads, ein. Am 14. Februar 2010 erreichte das Lied Platz 26 der britischen Charts. Ende März 2011 erreichte das Lied Platz 5 und wurde ihr dritter Top-Five-Hit nacheinander in den britischen Charts, ebenso in Irland. Im Vereinigten Königreich verkaufte sich das Lied bislang über 600.000 Mal und wurde dort mit der Silbernen Schallplatte ausgezeichnet. In Neuseeland debütierte das Lied am 15. August 2010 auf Platz 11, wo sich das Lied drei Wochen halten konnte. In Deutschland erreichte das Lied Platz 78. In Rumänien wurde Parachute für Cheryl Cole ein Nummer-eins-Hit.
| ChartsChartplatzierungen     | Höchstplatzierung | Wochen |
| ---------------------------- | ----------------- | ------ |
| Deutschland (GfK)            | 78 (1 Wo.)        | 1      |
| Vereinigtes Königreich (OCC) | 5 (26 Wo.)        | 26     |

### Auszeichnungen für Musikverkäufe
| Land/Region                  | Auszeichnungen für Musikverkäufe (Land/Region, Auszeichnung, Verkäufe) | Verkäufe |
| ---------------------------- | ---------------------------------------------------------------------- | -------- |
| Vereinigtes Königreich (BPI) | Gold                                                                   | 400.000  |
| Insgesamt                    | 1× Gold ·                                                              | 400.000  |